# Couple under an umbrella
Couple under an umbrella is een driedimensionaal werk van Ron Mueck uit 2013.
Het is een figuratief hyperrealistisch beeld en is gemaakt van siliconen en fiberglas.
Het stelt een ouder (echt)paar voor dat is uitgevoerd op meer dan ware grootte en met veel details. Het kunstwerk is onderdeel van de collectie van Museum Voorlinden.